# Жолнович Оксана Іванівна
Жолнович Оксана Іванівна (21 лютого 1979 , Львів ) — український державний діяч, адвокат. Міністр соціальної політики України (з 19 липня 2022 до 17 липня 2025 року). Кандидат юридичних наук (2008), доцент.

## Життєпис

### Освіта
1996—2001 — навчалася за спеціальністю «правознавство» у Львівському національному університеті ім. Франка та здобула кваліфікація «юрист». Потім продовжила наукову діяльність в цьому ж університеті як аспірант кафедри трудового, аграрного та екологічного права. У 2008 — захистила кандидатську дисертацію на тему «Система трудового права України».

### Викладацька діяльність
У 2001—2002 роках викладала у Стрийському аграрному коледжі.
З 2005 року працювала у Львівському національному університеті, спочатку як асистентка кафедри трудового, аграрного та екологічного права (2005—2009), а з 2010 по 2019 рік — як доцентка цієї кафедри, яка у 2016 році була реорганізована в кафедру соціального права.

### Наукова та освітня діяльність
Досліджувала питання соціального захисту та трудових гарантій для вразливих категорій населення, а також адаптацію трудового законодавства до ринкових умов.
Є авторкою понад 50 наукових праць, серед яких статті у фахових виданнях та співавторство у підручниках і посібниках, схвалених Міністерством освіти і науки України. Брала участь у міжнародних конференціях, круглих столах, публікувала блоги на професійних платформах та виступала на телебаченні.
Розробила низку навчальних курсів, серед яких:
- «Трудове право України»,
- «Екологічне право України»,
- «Право екологічної безпеки»,
- магістерські спецкурси «Економіко-правовий механізм у сфері природокористування», «Участь адвоката у захисті соціально-економічних прав», «Захист екологічних прав громадян», «Альтернативне вирішення спорів у сфері природокористування».

### Кар'єра
У 2009 році отримала свідоцтво на право займатися адвокатською діяльністю.
З 2009 по 2019 рік входила до Ради адвокатів Львівської області. Займалася захистом трудових, сімейних прав, супроводжувала поновлення прав на житло людей, ошуканих компаніями-забудовниками.
2015 — виконавчий директор у житлово-будівельному кооперативі «Успіх».
2017—2019 — директор компанії ТОВ «Євроконтракт Львів».
2018—2019 — створила та очолила правління ОСББ «Левандівський дворик».
З 2020 — керівник Департаменту соціальної політики та охорони здоров'я Офісу Президента України.

### Політична кар'єра
2014 — балотувалась до Веховної ради від партії Сила людей, № 5 у списку партії.
2014—2016 — голова Центральної контрольно-ревізійної комісії партії Сила людей.
2015 — балотувалась на посаду міського голови Львова від партії «Сила людей», а також до Львівської обласної та міської ради за округами № 2 та № 12 відповідно.
2019—2020 — радниця міністра соціальної політики України у сфері захисту осіб з інвалідністю.

## Міністерство соціальної політики
З 19 липня 2022 року Верховна рада призначила Оксану Жолнович Міністром соціальної політики України.

### Законотворча діяльність
Жолнович ініціювала об'єднання Фонду соціального страхування з Пенсійним фондом України. Це дозволило ліквідувати заборгованість за лікарняними, спростити процес їх оформлення та запровадити електронні кабінети для працівників і роботодавців.
2023 року запроваджено зручний механізм доплати ЄСВ. Українці отримали можливість самостійно або за інших осіб сплачувати добровільні страхові внески до Пенсійного фонду, щоб збільшити стаж і розмір майбутньої пенсії. Усі операції доступні онлайн.
З 2024 року внутрішньо переміщені особи можуть проходити обов'язкову ідентифікацію не лише особисто, а й дистанційно через відеозв'язок. Це спростило доступ до виплат, особливо для людей з інвалідністю або тих, хто перебуває за кордоном.
Запроваджено можливість отримувати пенсію за межами України, залежно від міжнародних угод. Виплати здійснюються з урахуванням стажу, набутого в інших країнах.

## Публікації
- Ми не «міністерство виплат», ми — міністерство, яке формує стійкість кожної людини
- Якими будуть соціальні страхові виплати після реформи єПотенціал — інтерв'ю з міністеркою Оксаною Жолнович
- Масштабна реформа МСЕК: скільки чиновників та прокурорів з інвалідністю, чи забиратимуть пенсії та як змінять підходи. Інтерв'ю з міністеркою соцполітики Жолнович
- «Роль МСЕК виконуватиме машина». Корупція у медкомісіях, завдання демографічної стратегії і накопичувальні пенсії з 2026 року. Інтерв'ю міністерки соцполітики Оксани Жолнович
- Боротьба з корупцією у МСЕК | Повернення переселенців на окуповані території | Інтерв'ю з Жолнович

## Відео
- Оксана Жолнович: Ми повністю забезпечимо людей з інвалідністю технічними засобами реабілітації : https://youtu.be/_SYyx4kjc7Y